# Stróża (gromada w powiecie myślenickim)
Stróża – dawna gromada, czyli najmniejsza jednostka podziału terytorialnego Polskiej Rzeczypospolitej Ludowej w latach 1954–1972.
Gromady, z gromadzkimi radami narodowymi (GRN) jako organami władzy najniższego stopnia na wsi, funkcjonowały od reformy reorganizującej administrację wiejską przeprowadzonej jesienią 1954 do momentu ich zniesienia z dniem 1 stycznia 1973, tym samym wypierając organizację gminną w latach 1954–1972.
Gromadę Stróża z siedzibą GRN w Stróży utworzono – jako jedną z 8759 gromad na obszarze Polski – w powiecie myślenickim w woj. krakowskim, na mocy uchwały nr 25/IV/54 WRN w Krakowie z dnia 6 października 1954. W skład jednostki wszedł obszar dotychczasowej gromady Stróża ze zniesionej gminy Pcim w tymże powiecie. Dla gromady ustalono 22 członków gromadzkiej rady narodowej.
16 sierpnia 1957 do gromady Stróża przyłączono przysiółek Gromada Mała o powierzchni 65,85 ha z miasta Myślenice.
31 grudnia 1961 do gromady Stróża przyłączono obszar zniesionej gromady Trzebunia.
Gromada przetrwała do końca 1972 roku, czyli do kolejnej reformy gminnej.